# Mitropacup 1973
De Mitropacup 1973 was de 33e editie van deze internationale beker en voorloper van de huidige Europacups.
Dit jaar was de opzet van het toernooi gelijk aan de Mitropacup 1972. Zes clubs, uit Italië, Hongarije, Joegoslavië, Oostenrijk en Tsjechoslowakije, speelden weer in twee groepen van drie deelnemers een competitie en de beide winnaars speelden de finale. Celik Zenica was, na tweemaal cupwinnaar, voor het derde opeenvolgd jaar finalist, maar wist de "hat trick" niet te volmaken.
 Groep A 
| Club              | Land                 | Uitslagen | Land                | Club              |
| ----------------- | -------------------- | --------- | ------------------- | ----------------- |
| Celik Zenica      | Vlag van Joegoslavië | 2-1 , 2-1 | Vlag van Tsjechië   | TJ Zbrojovka Brno |
| Celik Zenica      | Vlag van Joegoslavië | 2-0 , 3-1 | Vlag van Oostenrijk | Linzer ASK        |
| TJ Zbrojovka Brno | Vlag van Tsjechië    | 3-1 , 1-1 | Vlag van Oostenrijk | Linzer ASK        |

 Klassement 
| Plaats | Club              | W : w - g - v | Punten | Doelsaldo |
| ------ | ----------------- | ------------- | ------ | --------- |
| 1      | Celik Zenica      | 4 : 4 - 0 - 0 | 8      | 9 - 3     |
| 2      | TJ Zbrojovka Brno | 4 : 1 - 1 - 2 | 3      | 6 - 6     |
| 3      | Linzer ASK        | 4 : 0 - 1 - 3 | 1      | 3 - 9     |

 Groep B 
| Club              | Land                 | Uitslagen | Land                 | Club            |
| ----------------- | -------------------- | --------- | -------------------- | --------------- |
| Tatabánya Banyász | Vlag van Hongarije   | 1-0 , 0-1 | Vlag van Joegoslavië | Dinamo Zagreb   |
| Tatabánya Banyász | Vlag van Hongarije   | 3-0 , 2-1 | Vlag van Italië      | Bologna FC 1909 |
| Dinamo Zagreb     | Vlag van Joegoslavië | 2-2 , 3-1 | Vlag van Italië      | Bologna FC 1909 |

 Klassement 
| Plaats | Club              | W : w - g - v | Punten | Doelsaldo |
| ------ | ----------------- | ------------- | ------ | --------- |
| 1      | Tatabánya Banyász | 4 : 3 - 0 - 1 | 6      | 6 - 2     |
| 2      | Dinamo Zagreb     | 4 : 2 - 1 - 1 | 5      | 6 - 4     |
| 3      | Bologna FC 1909   | 4 : 0 - 1 - 3 | 1      | 4 - 10    |

 Finale 
| WINNAAR           | Land               | Uitslagen | Land                 | FINALIST     |
| ----------------- | ------------------ | --------- | -------------------- | ------------ |
| Tatabánya Banyász | Vlag van Hongarije | 2-1 , 2-1 | Vlag van Joegoslavië | Celik Zenica |

1927 · 1928 · 1929 · 1930 · 1931 · 1932 · 1933 · 1934 · 1935 · 1936 · 1937 · 1938 · 1939 · 1940 · 1951 · 1955 · 1956 · 1957 · 1958 · 1959 · 1960 · 1961 · 1962 · 1963 · 1964 · 1965 · 1966 · 1967 · 1968 · 1969 · 1970 · 1971 · 1972 · 1973 · 1974 · 1975 · 1976 · 1977 · 1978 · 1980 · 1981 · 1982 · 1983 · 1984 · 1985 · 1986 · 1987 · 1988 · 1989 · 1990 · 1991 · 1992